# Месје 28
Месје 28 (М28) је збијено звездано јато у сазвежђу Стрелац које се налази у Месјеовом каталогу објеката дубоког неба.
Деклинација објекта је - 24° 52' 10" а ректасцензија 18h 24m 32,9s. Привидна величина (магнитуда) објекта М28 износи 6,9. М28 је још познат и под ознакама NGC 6626, GCL 94, ESO 522-SC23.